# مسجد بنجرماسين
مسجد بنجرماسين ويسمى أيضا باسم جامع أو مسجد جينغه، هو مسجد تاريخي في مدينة بنجرماسين الواقعة في مقاطعة كليمنتان الجنوبية.

## البناء
بني المسجد وتمت عمارته على نهج عمارة المساجد في بنجر، المسجد مبني من المكونات الأساسية للالحديدية، وقد تم بناء المسجد في عام 1777، يقع المسجد في حي صغير شرق قرية انتاسان، موقع مسجد بنجرماسين أول ما اكتمل بنائه كان على ضفاف نهر مارتبور، وبعد أن تم نقل المسجد واعادة بنائه أصبح موقعه الآن في قرية انتاسان في مدينة بنجرماسين، تم بنائه في عام 1934.

## التاريخ
في الفترة ما قبل بناء المسجد والناس في منطقة بنجر يعانون صعوبة في اداء العبادة لأنه لا يوجد مسجد كبير يكفي لاستيعاب الحشود الكبيرة والكثيرة، وقد أحبت الحكومة الاستعمارية الهولندية أن تحاول استغلال هذه الفرصة لاستمالة قلوب سكان بنجر، فسربوا خبر انهم يعتزمون التبرع ببعض المال لبناء مسجد، في ذلك الوقت كانت الإيرادات الضريبية للحكومة الهولندية من الشعب في منطقة بنجر قد بلغت أوجها خاصة من منتجات الغابات مثل المطاط والراتنج، ولكن شعب بنجر رفض الفكرة بشكل قاطع، واعتبرة الفكرة لشعب بنجر الإسلامي أنها غير قانونية في تلقى هدية من المستعمرين الهولنديين وخاصة لبناء المسجد، وللتغلب على هذه المشكلة بشكل مستقل قرر قادة الشعب بناء مكان للعبادة على حساب السكان المحليين، فامروا بجمع المال من الصغار والكبار والرجال والنساء، بالإضافة لوجود متبرع بالأرض وعلى مساحة 2 هكتار، ثم بني المسجد الذي يعد من المساجد الجميلة والرائعة كأماكن للعبادة والأنشطة الاجتماعية الأخرى حتى الوقت الحاضر .

## متفرقات
في مسجد بنجرماسين هناك مكتب مجلس العلماء الإندونيسي في بنجرماسين، ووراء المسجد هناك مقبرة عامة لأهل القرية، والتي ورد فيها أن قبر الأمير انتاساري أحد أمراء المنطقة يوجد فيها، وقد يتم تجديد المسجد من قبل حكومة كليمنتان الجنوبية، بتكلفة تقدر بحوالي 9.5 مليار روبية، تم تجديد المسجد مع عدم المساس بالشكل الأساسي والهندسة المعمارية الأصلية .